# Wilhelm Ernst (Lippe-Biesterfeld)

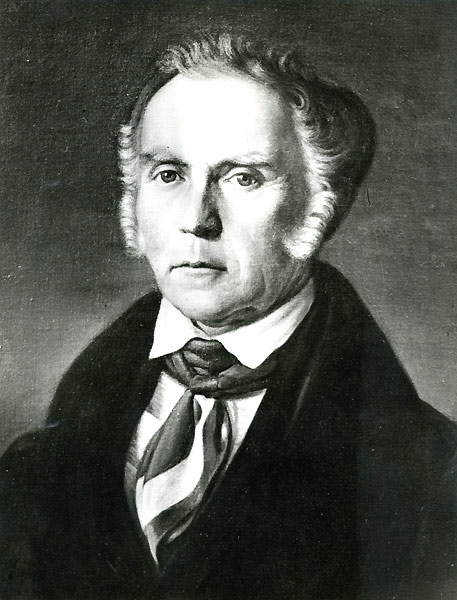
Wilhelm Ernst Graf zur Lippe-Biesterfeld um 1830

Wilhelm Ernst Graf zur Lippe-Biesterfeld (* 15. April 1777 auf Schloss Hohenlimburg; † 8. Januar 1840 in Oberkassel bei Bonn) war ein deutscher Graf und Chef des Hauses Lippe-Biesterfeld.

## Leben

### Herkunft
Seine Eltern waren der württembergische Oberst Karl Ernst Casimir zur Lippe-Biesterfeld (1735–1810) und dessen Ehefrau Ferdinande, geborene Gräfin von Bentheim-Tecklenburg (1734–1779).

### Werdegang

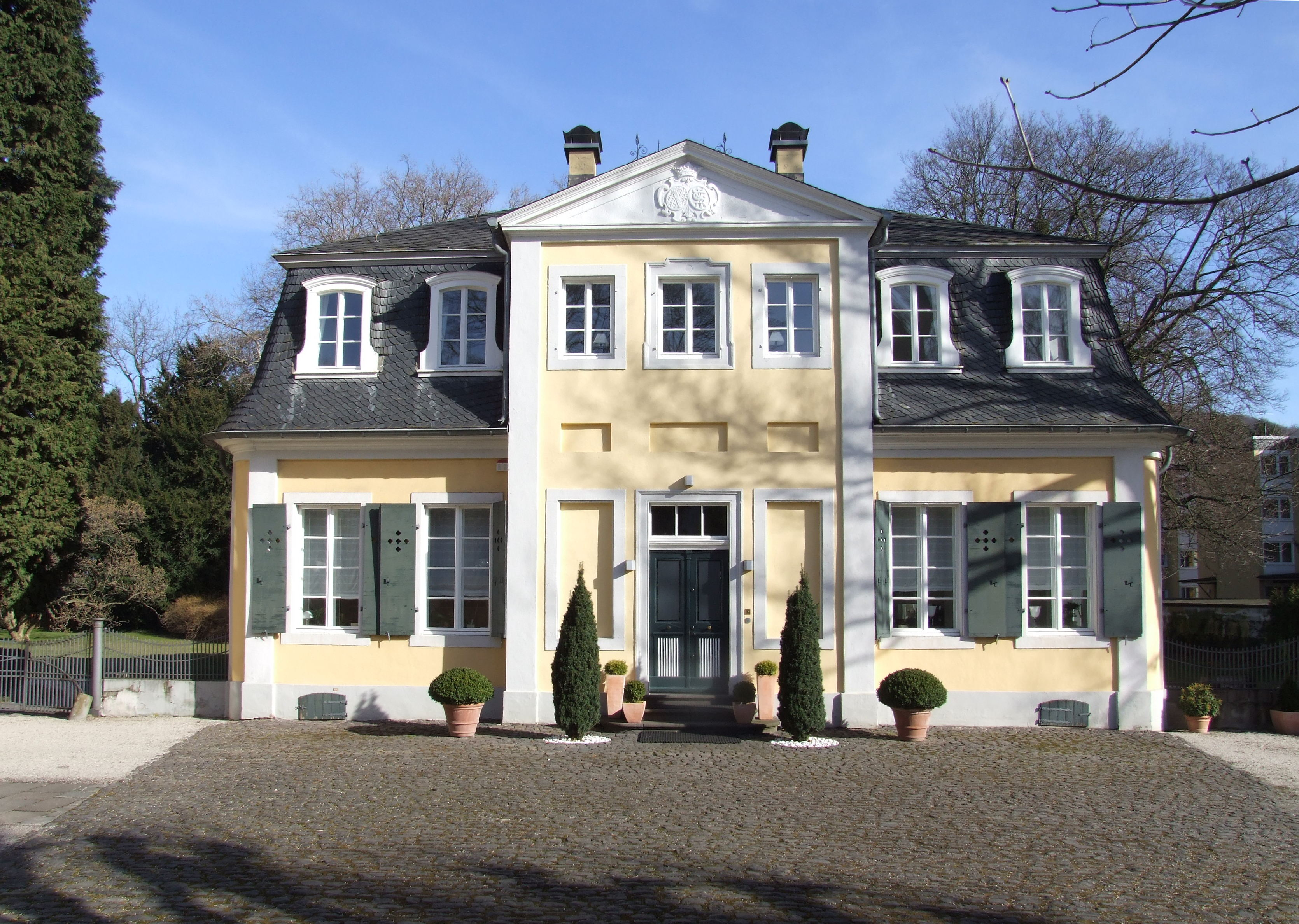
Lippesches Landhaus in Oberkassel

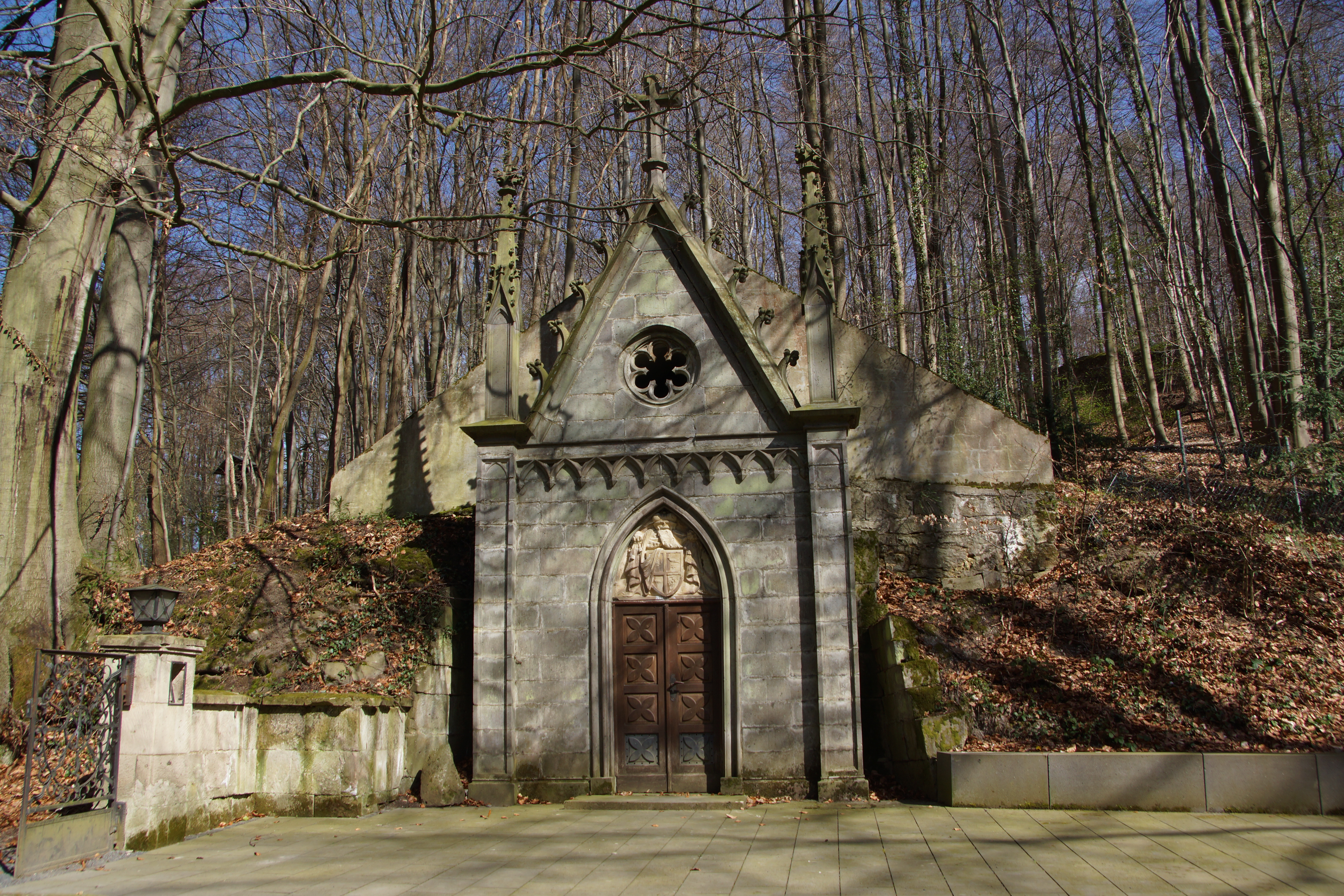
Mausoleum der Grafen zur Lippe-Biesterfeld auf dem Gelände der Abtei Heisterbach

Nach dem Tod seiner Mutter lebte er mit seinem Bruder Johann Karl bei seinem Onkel Friedrich Wilhelm Graf zur Lippe-Biesterfeld und dessen Frau Elisabeth von Meinertzhagen in Köln. Er studierte von 1797 bis 1799 in Göttingen.
Während der Befreiungskriege organisierte er 1813 einen Landsturm im Siebengebirge. 1831 erbte er von seiner Tante das Meinertzhagen'sche Gut Oberkassel (Lippesches Landhaus) bei Bonn. Nach seinem Tod wurde er am 11. Januar 1840 in seinem Mausoleum des Klostergeländes der Abtei Heisterbach beigesetzt. Er hatte das Gelände bereits 1820 gekauft und veranlasste den Umbau zu einem englischen Landschaftspark.

### Familie
Er heiratete am 26. Juli 1803 Modeste Dorothea von Unruh, Tochter des Generalleutnants Karl Philipp von Unruh. Das Paar hatte folgende neun Kinder:
- Elisabeth Caroline Modeste (* 2. Dezember 1805; † 19. Januar 1808)
- Ernestine (* 8. August 1806; † 10. August 1806)
- Paul Karl (* 20. März 1808; † 14. Dezember 1836)
- Agnes Juliane Henriette Ernestine (* 30. April 1810; † 21. April 1887)

⚭ 25. Februar 1833 Prinz Karl Friedrich Wilhelm von Biron-Wartenberg (* 13. Dezember 1811; † 21. März 1848), Sohn von Gustav Kalixt von Biron
⚭ 9. Juli 1849 Graf Leopold von Zieten (* 23. März 1802; † 19. Mai 1870) Sohn von Hans Ernst Karl von Zieten
- Julius Peter Hermann August (1812–1884) ⚭ Gräfin Adelheid zu Castell-Castell (1818–1900)[1] Tochter von Friedrich Ludwig zu Castell-Castell (1791–1875)
- Mathilde Marie Johanna Modeste (* 28. November 1813; † 16. Juli 1878)
- Emma (* 17. August 1815; † 10. Januar 1842)
- Hermann Friedrich Wilhelm Eberhard (* 8. Juni 1818; † 27. Mai 1877 in New York)
- Leopold Karl Heinrich (* 14. Januar 1821; † 24. Dezember 1872)

Julius ist der Vater des Grafen Ernst zur Lippe-Biesterfeld und damit ein Vorfahre der niederländischen Königsfamilie. Er löste wegen der Herkunft der Modeste von Unruh aus dem niederen Adel den Thronfolgestreit im Fürstentum Lippe aus.